# 1984年全米オープン (テニス)
1984年 全米オープン（1984ねんぜんべいオープン、US Open 1984）は、アメリカ・ニューヨークマンハッタンにある「USTAナショナル・テニスセンター」にて、1984年8月28日から9月9日にかけて開催された。

## シード選手

### 男子シングルス
1. ジョン・マッケンロー （優勝、3年ぶり4度目）
2. イワン・レンドル （準優勝）
3. ジミー・コナーズ （ベスト4）
4. マッツ・ビランデル （ベスト8）
5. アンドレス・ゴメス （ベスト8）
6. ジミー・アリアス （2回戦）
7. ヨハン・クリーク （3回戦）
8. アーロン・クリックステイン （3回戦）
9. ヘンリク・スンドストローム （4回戦）
10. エリオット・テルチャー （3回戦）
11. フアン・アギレラ （2回戦、不戦敗）
12. ビタス・ゲルレイティス （4回戦）
13. トマシュ・スミッド （4回戦）
14. アンダース・ヤリード （4回戦）
15. パット・キャッシュ （ベスト4）
16. ヨアキム・ニーストロム （4回戦）

### 女子シングルス
1. マルチナ・ナブラチロワ （優勝、大会2連覇）
2. クリス・エバート・ロイド （準優勝）
3. ハナ・マンドリコワ （ベスト8）
4. パム・シュライバー （ベスト8）
5. キャシー・ジョーダン （2回戦）
6. マニュエラ・マレーバ （1回戦）
7. ジーナ・ガリソン （3回戦）
8. クラウディア・コーデ＝キルシュ （4回戦）
9. リサ・ボンダー （4回戦）
10. ジョー・デュリー （1回戦）
11. キャシー・ホーバス （1回戦）
12. ボニー・ガドゥセク （4回戦）
13. ウェンディ・ターンブル （ベスト4）
14. カーリン・バセット （ベスト4）
15. バーバラ・ポッター （4回戦）
16. アンドレア・テメシュバリ （3回戦）

## 大会経過

### 男子シングルス
準々決勝
- ジョン・マッケンロー vs.  ジーン・マイヤー 7-5, 6-3, 6-4
- ジミー・コナーズ vs.  ジョン・ロイド 7-5, 6-2, 6-0
- パット・キャッシュ vs.  マッツ・ビランデル 7-6, 6-4, 2-6, 6-3
- イワン・レンドル vs.  アンドレス・ゴメス 6-4, 6-4, 6-1

準決勝
- ジョン・マッケンロー vs.  ジミー・コナーズ 6-4, 4-6, 7-5, 4-6, 6-3
- イワン・レンドル vs.  パット・キャッシュ 3-6, 6-3, 6-4, 6-7, 7-6

### 女子シングルス
準々決勝
- マルチナ・ナブラチロワ vs.  ヘレナ・スコバ 6-3, 6-3
- ウェンディ・ターンブル vs.  パム・シュライバー 2-6, 6-3, 6-3
- カーリン・バセット vs.  ハナ・マンドリコワ 6-4, 6-3
- クリス・エバート・ロイド vs.  シルビア・ハニカ 6-2, 6-3

準決勝
- マルチナ・ナブラチロワ vs.  ウェンディ・ターンブル 6-4, 6-1
- クリス・エバート・ロイド vs.  カーリン・バセット 6-2, 6-2

## 決勝戦の結果
- 男子シングルス： ジョン・マッケンロー vs.  イワン・レンドル 6-3, 6-4, 6-1
- 女子シングルス： マルチナ・ナブラチロワ vs.  クリス・エバート・ロイド 4-6, 6-4, 6-4
- 男子ダブルス： ジョン・フィッツジェラルド＆ トマシュ・スミッド vs.  ステファン・エドベリ＆ アンダース・ヤリード 7-6, 6-3, 6-3
- 女子ダブルス： マルチナ・ナブラチロワ＆ パム・シュライバー vs.  ウェンディ・ターンブル＆ アン・ホッブズ 6-2, 6-4
- 混合ダブルス： トム・ガリクソン＆ マニュエラ・マレーバ vs.  ジョン・フィッツジェラルド＆ エリザベス・セイヤーズ 2-6, 7-5, 6-4